# Jestem z miasta
Jestem z miasta – piosenka napisana przez Kubę Sienkiewicza w 1987 r., a wydana w 1992 r., na debiutanckiej płycie jego zespołu Elektryczne Gitary, zatytułowanej Wielka Radość.

## Historia utworu
Piosenka powstała w 1987 roku, kiedy to grupa przyjaciół Kuby Sienkiewicza przekonywała go do wspólnego przeniesienia się na wieś, aby żyć tam zgodnie z prawami natury, korzystać z naturalnych źródeł energii i zjednoczyć się z przyrodą. Kuba Sienkiewicz mógł wtedy przeprowadzić się z nimi i działać tam jako lekarz wiejski. Wtedy stwierdził on, że jednak nie jest w stanie się przenieść, ze strachu. Jest o tym mowa w drugiej zwrotce piosenki:

W rytmie zachodów, w słowach kamieni,
w spojrzeniu ptaków, w mowie przestrzeni
rodzi się spokój, mówią, po jednym roku,
leczą się myśli - mnie to nie bierze,
jestem z miasta...

Wspomniana sytuacja stała się właśnie pretekstem do napisania piosenki i rozwinięcia tematu.
Kiedy na przełomie 1989 i 1990 roku powstawał zespół Elektryczne Gitary, tworzony przez Rafała Kwaśniewskiego, Piotra Łojka i Kubę Sienkiewicza, dokładnie wybierano piosenki, które staną się podstawą repertuaru nowego zespołu. Wśród nich znalazł się również utwór „Jestem z miasta”. Melodię do wymogów zespołu rockowego zaaranżował Rafał Kwaśniewski.
Już w 1991 r. wydano „Jestem z miasta” na singlu promocyjnym, wraz z „Włosami”. Utwór szybko opanował najpierw regionalne, warszawskie rozgłośnie, a następnie ogólnopolskie.
Rok później wydano Wielką radość, gdzie zamieszczono piosenkę. Pierwsze nakłady sprzedawane były z naklejkami informującymi, że właśnie na tym albumie znajduje się wielki przebój 1991 roku - „Jestem z miasta”.
Latem 1992 roku do piosenki nakręcono wideoklip, przedstawiający Kubę Sienkiewicza, Piotra Łojka, Tomasza Grochowalskiego i nie żyjącego już perkusistę, Roberta Wronę (1965–2003), spacerujących po ulicach Gdańskiej Oruni, klimatem nawiązując do poczucia humoru zespołu.

## Odbiór piosenki
Piosenka stała się jednym z największych przebojów Elektrycznych Gitar, jednak Kuba Sienkiewicz wydawał się niezadowolony popularnością akurat tego utworu. W 1994 r. mówił:

To jest bardzo poważna piosenka, a najczęściej puszczają ją w dyskotekach. Rzeczywiście, melodia jest wesoła, ale przecież nie dyskotekowa. Na giełdzie warzywnej pewien dziadek usłyszał tę piosenkę lecącą ze straganu i strasznie się wkurzył: A ja jestem ze wsi, to coś źle? Wyraźnie się buntował. Bunt, albo bezpośrednie utożsamianie się z refrenem - najpowszedniejsza reakcja, jak sądzę.

Z kolei Piotr Łojek, zwracając się wiele lat później do Kuby Sienkiewicza, doszukiwał się popularności piosenki w tamtejszych dyskotekach również w tym, że na początku lat 90. słowo „miasto” mogło być rozumiane jako „mafia” (np. określenie „chłopaki z miasta” na gangsterów).

Wytłumaczenie jest dość proste, bo po pierwsze, jest to dobra piosenka, jest to przebój sam w sobie; a po drugie miasto, czego nie przewidziałeś, bo nie wiedziałeś, oznaczało wtedy dla dyskotek zupełnie co innego niż dla ciebie, miasto to znaczyło po prostu Wołomin i Pruszków. (...) Dlatego, prawdopodobnie oni się poczuli, ci co wybierają, bardzo swojsko.

Za utwór Jestem z miasta Kuba Sienkiewicz otrzymał w 1992 roku Emkę, nagrodę krytyków muzycznych. Dostrzegano drugie dno w piosence, która miała mówić o kondycji współczesnego człowieka i jego zagubieniu, o czym mówiły m.in. wersy:

W objęciach biurek, w krokach obchodów
rodzą się rzeczy jasne i ciemne,
ja nie rozróżniam ich, nie ufam,
więc jestem z miasta...

W wietrze oddechów, w błocie napisów
rodzą się szajby małe i biedne,
karmię się nimi i karmić się będę,
jestem z miasta...

## Wykonania koncertowe
Po odejściu z zespołu Rafała Kwaśniewskiego w 1992 roku, piosenka została nieco przearanżowana - jego solo gitarowe zostało zastąpione partią na instrumentach klawiszowych, przechodzącą następnie  w solówkę gitarową, graną przez Kubę Sienkiewicza. W takim kształcie utwór został utrwalony w 1996 r. na pierwszej płycie koncertowej Elektrycznych Gitar, Chałtury, a później na płycie koncertowej, dołączonej do Słodkiej Maski w 2000 roku. Podczas koncertów Kuba Sienkiewicz często zmienia nieznacznie tekst (np. leczą się myśli / mnie to nie bierze na leczą się myśli / chyba nie wszystkim).